# Eremobates icenoglei
Eremobates icenoglei är en spindeldjursart som beskrevs av Brookhart och Cushing 2004. Eremobates icenoglei ingår i släktet Eremobates och familjen Eremobatidae. Inga underarter finns listade i Catalogue of Life.